# Improved Rain Suit
Improved Rain Suit (IRS) - komplet przeciwdeszczowy Sił Zbrojnych USA wprowadzony w roku 1997. Strój składa się z kurtki z kapturem oraz spodni.
Improved Rain Suit jest następcą Rain Suit, stroju przeciwdeszczowego wprowadzonego do amerykańskich sił zbrojnych w latach 50. Dokonane zmiany miały unowocześnić konstrukcję i dostosować ją do potrzeb żołnierza. Rain Suit wykonany był z tkaniny nylonowej pokrytej poliuretanem co zapewniało świetną wodoodporność. Jednakże wadą była praktycznie zerowa oddychalność. Chcąc naprawić tę wadę Improved Rain Suit wykonano z tkaniny SympaTex. Jest to tkanina półprzepuszczalna, która chroni przed deszczem, a jednocześnie przepuszcza pot na zewnątrz. Właściwości wodoodporne Improved Rain Suit są lepsze niż kurtki goretexowej z systemu ECWCS. Aby kurtka IRS zapewniała ochronę przed zimnem wyposażona jest w guziki umożliwiające dopięcie podpinki od kurtki M65. Krój kompletu IRS wzorowany jest na kompletach goretexowych z systemów ECWCS i APECS. Nieużywany kaptur można zrolować i umieścić w kołnierzu. 
Improved Rain Suit wykonywany jest m.in. w kamuflażach Woodland i UCP.